# Satánico pandemonium
Satánico Pandemónium (La Sexorcista) és una pel·lícula de terror mexicana de 1975 dirigida per Gilberto Martínez Solares, i basada en el guió escrit per Jorge Barragán Elizondo i Adolfo Martínez Solares. És protagonitzada per Cecilia Pezet, Enrique Rocha, Delia Magaña, Clemencia Colín i Daniel Albertos. La cinta relata els fatídics fets d'una jove monja del segle xviii que és posseïda pel dimoni. Al moment de la seva estrena va provocar gran renou, ja que incloïa temàtiques eròtiques i notòriament anticatòliques. Va ser ben rebuda a Europa, Japó i als Estats Units d'Amèrica, i seria el precedent d'Alucarda, la hija de las tinieblas (1978). Després de la seva estrena, va romandre relegada durant molts anys, i actualment és considerada com a part del cinema de culte mexicà, i una de les pel·lícules de terror més importants d'aquest país.

## Trama
Un matí caminant pel bosc, la germana Maria, una jove monja que viu en el convent fent obres de caritat, és sorpresa per un home nu. Espaordida fuig i es troba amb el jove pastor Marcelo. De nou apareix davant ella el mateix home oferint-li una poma. Maria espantada corre a refugiar-se al convent, on continuarà sent assetjada per aquell misteriós home, el mateix que es fa passar per una de les monges per a seduir-la; resultant ser Llucifer. Tota aquesta situació durà la desgràcia i la fatalitat al convent.

## Repartiment
Per al paper de protagonista es va seleccionar a la jove actriu Cecilia Pezet. Pezet comptava amb experiència en el cinema juvenil i dramàtic mexicà, ja que havia participat en algunes pel·lícules com Elena y Raquel (1971), Fuga en la noche (1972) i El cielo y tú (1973).
Adolfo Martínez Solares va escriure el guió pensant en Enrique Rocha per a interpretar a Llucifer. Rocha ja gaudia de fama per la seva participació en telenovel·les i en el teatre. Comptava en el seu haver cinematogràfic papers com ara Jesucrist a El Proceso de Cristo (1966) i Andrés a El monasterio de los buitres (1973).
L'experimentada Delia Magaña seria l'encarregada de donar-li vida a la Mare Superiora. Clemencia Colín, actriu debutant d'origen argentí, seria qui interpretaria a Sor Clemència, i el jove actor Daniel Albertos, qui ja havia estat part de l'elenc de la comèdia El águila descalza (1971), encarnaria al pastor Marcelo. La cantant d'Oaxaca Verónica Ávila debutaria al cinema realitzant el paper de la monja Caridad. Velia Lupercio, qui ja comptava amb una llarga carrera en el cinema mexicà com actriu secundària, va interpretar a l'àvia de Marcelo. La resta del repartiment estava compost per actrius desconegudes, en la seva majoria debutants, de les quals únicament Amparo Furstenberg i Laura Montalvo comptaven amb l'antecedent d'haver actuat en algunes pel·lícules, televisió i teatre.
| Intèrpret          | Personatge          |
| ------------------ | ------------------- |
| Cecilia Pezet      | Sor Maria           |
| Enrique Rocha      | Luzbel/Llucifer     |
| Delia Magaña       | Madre Superiora     |
| Clemencia Colín    | Sor Clemencia       |
| Daniel Albertos    | Marcelo             |
| Velia Lupercio     | Àvia de Marcelo     |
| Verónica Avila     | Sor Caridad         |
| Laura Montalvo     |                     |
| Yayoy Togawa       |                     |
|                    | Monja iniqua        |
| Adarene San Martín |                     |
|                    | Monja sàfica/Luzbel |
| Sandra Torres      |                     |
| Patricia Albán     |                     |
| Paula Aakc         |                     |

## Producció
La pel·lícula va ser una idea original del productor Jorge Barragán Elizondo, amic molt pròxim d'Adolfo Martínez Solares, fill del conegut director Gilberto Martínez Solares. Adolfo Martínez es va oferir a elaborar el guió amb la condició que fos el seu pare qui dirigís la pel·lícula. Els enregistraments de Satánico Pandemónium es van iniciar en la primavera de 1974 al Museu Ex-Convent de Tepoztlán, i algunes locacions de l'estat de Morelos i en Morelia, Michoacán. Encara que en un inici hom va considerar realitzar els enregistraments en el convent del Desert dels Lleons i en l'ex-convent d'Acolman.
Va comptar amb un pressupost de tres milions de pesos, sent finançada per la signatura Hollywood Films, propietat de Jorge Barragán; i es van realitzar els enregistraments en un transcurs de cinc setmanes. Va estar fortament inspirada per la pel·lícula de Ken Russell titulada The Devils, i en un guió que havia estimat Luis Buñuel per a una possible pel·lícula basada en la novel·la The Monk de l'escriptor Matthew Lewis que finalment seria realitzada el 1972 pel director grec Ado Kyrou sota el títol Le Moine.

## Llançament
La premier va ser el 26 de juny de 1975 en el desaparegut Cine Variedades de la Ciutat de Mèxic, amb el nom de Satánico Pandemónium: La Sexorcista, per aprofitar l'impacte que la pel·lícula L'Exorcista havia tingut en la societat un any abans. Malgrat ser una pel·lícula per adults, va comptar amb una bona resposta per part del públic. Anys després va ser llançada com Satanic Pandemonium: The Sexorcist per Eagle Vídeo en VHS. El DVD va ser llançat el 31 de maig de 2005 per Mondo Macabro als Estats Units i el Blu-Ray el 14 de febrer de 2020, també per Mondo Macabro. Una versió remasteritzada es troba disponible en la plataforma digital Claro Video.

## Banda sonora
La creació de la banda sonora va ser a càrrec del mestre Gustavo César Carrión, qui es va basar en l'ús d'instrumentacions clàssiques, cants gregorians, música de tambors, orgues, així com el sintetitzador moog, el qual va ajudar a crear una atmosfera tètrica i contrastant en els moments de tensió. El tema principal va ser realitzat amb mandolines i guitarres. La banda sonora original mai va ser llançada sota cap format i pertany a la companyia RCA Records de Mèxic, avui propietat de l'empresa Sony BMG.

## Curiositats
- Algunes de les extres que actuen com a monges van ser prostitutes contractades en bordells pertanyents a un amic del productor Jorge Barragán.[2]
- Nadia Haro Oliva originalment anava a interpretar a la Mare Superiora. No obstant això, optaria per dedicar-se únicament a les telenovel·les, per la qual cosa el seu paper recauria en Delia Magaña.[5]
- Angélica Chain també fou considerada per a participar en Satànic Pandemònium, però per raons desconegudes va ser descartada.[5]
- La imatge de Sant Agustí davant del qual les monges es persignaven també apareix en una escena de la pel·lícula Ángeles y Querubines (1972) de Rafael Corkidi, en la qual també actua Cecilia Pezet.[8]
- Enrique Rocha desapareixia contínuament del set d'enregistrament en companyia d'una de les extres que participaven en la pel·lícula. Posteriorment es va descobrir que jugaven als escacs darrere escena, ja que Rocha és conegut per la seva gran afició a aquest joc de taula.[2]
- La pel·lícula El fantasma del convento (1934) va ser gravada també en Tepoztlán. Curiosament Jorge Pezet, qui fos productor i guionista d'aquesta pel·lícula, és l'avi de Cecilia Pezet. A més a més un dels carrers limítrofs on es troba l'ex-convent es diu Yautepec, igual que un dels pobles més importants de la regió. Jorge Pezet també va produir i va ser guionista en la pel·lícula El Tigre de Yautepec (1933).
- Durant l'enregistrament de l'escena on Sor Maria sosté una tassa i apareix una serp, aquesta va saltar sobtadament sobre l'actriu. La producció va haver de detenir-se fins a aconseguir capturar al rèptil.[3]
- L'actor Daniel Albertos va manifestar que, malgrat ser membre de l'elenc, no va veure Satànic Pandemònium fins a principis dels anys noranta, pel fet que al moment de la realització d'aquesta pel·lícula amb prou feines comptava amb tretze anys. Fins i tot, va ser molt incòmode per a ell realitzar l'escena de la cabanya on va haver d'aparèixer nu al costat de Cecilia Pezet.[3]
- En la propaganda que es va llançar en Itàlia, els abillaments de les monges van haver de ser retocats, canviant el color blau celeste pel groc, a causa de la relació del color blau amb la Mare de Déu en aquell país.[9]
- L'oració que realitza Sor Maria a manera de penediment forma part d'un poema de la santa musulmana Ràbia a l'Adawiyya, una de les figures més importants de l'islam.
- La imatge que apareix en lloc de Sant Agustí, davant la qual Sor Maria s'inclina -i que fa referència al Diable- és una representació de Yama, déu Hinduista de l'inframon.
- La lectura que realitza Sor Clemencia és un fragment de De caelo et ejus mirabilibus et de inferno, ex auditis et visis (1758) del teòleg suec Emanuel Swedenborg.[10]
- Els noms de les criptes que apareixen en l'escena on Sor Maria oculta el cadàver de la Mare Superiora pertanyen a membres de la producció i el repartiment.
- La creu que les monges porten brodada en el pit és coneguda com a creu patriarcal, o creu de Caravaca, la qual en l'antiguitat simbolitzava indulgència.
- Alguns dels elements d'attrezzo no coincideixen amb l'època en la qual està ambientada la pel·lícula. Tal és el cas de les ulleres que usa la Mare Superiora i les guitarres que toquen les monges durant l'escena de l'orgia.
- El procés d'enregistrament va haver d'escurçar-se i el guió es va reduir. El productor Jorge Barragán es va quedar sense fons per a finançar la pel·lícula.[2]
- Alguns diàlegs de la pel·lícula van ser extrets del Libro del cielo y del infierno (1960) de Jorge Luis Borges i Adolfo Bioy Casares.
- Aquesta seria una de les últimes pel·lícules que realitzaria Cecilia Pezet. Es va retirar de l'actuació poc temps després.
- Després de filmar Satánico Pandemonium, Amparo Furstenberg va actuar en la pel·lícula La lucha con la pantera interpretant novament a una monja.
- Alguns periòdics de l'època van publicar que tots els que van participar en la realització de la pel·lícula van ser excomunicats. Això és totalment fals.[3]
- Satánico Pandemónium és també el nom que usaria el personatge que va interpretar Salma Hayek en From Dusk Till Dawn (1996), dirigida per Robert Rodríguez i escrita per Quentin Tarantino.
- La banda White Zombi llançaria al 1992 el seu àlbum La Sexorcisto: Devil Music Vol. 1, en clara referència a aquesta pel·lícula.
- Existeix una banda mexicana de Heavy Metall anomenada Satánico Pandemónium.